# Saint-Georges-d'Hurtières
Saint-Georges-d'Hurtières är en kommun i departementet Savoie i regionen Auvergne-Rhône-Alpes i sydöstra Frankrike. Kommunen ligger i kantonen Aiguebelle som tillhör arrondissementet Saint-Jean-de-Maurienne. År 2022 hade Saint-Georges-d'Hurtières 409 invånare.

## Befolkningsutveckling
Antalet invånare i kommunen Saint-Georges-d'Hurtières
| Referens: INSEE |